# Peter Caddy
Peter Caddy (Londra, 20 marzo 1917 – Meersburg, 18 febbraio 1994) è stato un militare, esoterista e attivista britannico, cofondatore insieme alla moglie Eileen e alla loro amica Dorothy Maclean della Fondazione Findhorn, un'organizzazione no-profit di ispirazione New Age situata a Findhorn, in Scozia, orientata all'educazione spirituale ed olistica.

## Biografia
Nato a Londra il 20 marzo 1917, e più precisamente nel borgo di Ruislip, compì gli studi alla Harrow School di Londra e in seguito venne assunto in qualità di apprendista alla direzione della J. Lyons & Co., famosa catena di ristoranti britannica. Fu un membro della Confraternita di Crotone dell'Ordine della Rosa Croce.
Allo scoppio della Seconda guerra mondiale ricevette l'incarico di ufficiale addetto alla ristorazione della Royal Air Force, dal 1940 al 1955.
Dal 1957 al 1961 divenne direttore del Cluny Hill Hotel nei pressi di Forres, in Scozia, ora divenuta sede della scuola di formazione della Fondazione Findhorn.
Durante un periodo di disoccupazione dal 1962 in poi, Caddy cominciò a fare alcuni esperimenti con il giardinaggio biologico allo scopo di integrare l'approvvigionamento alimentare della sua famiglia. Il giardino vicino Findhorn si estese in misura talmente notevole che attirò successivamente l'attenzione anche a livello nazionale. Peter Caddy attribuì il suo successo alle sue pratiche spirituali e cominciò così a formarsi una comunità intorno alla sua famiglia e alla loro amica Dorothy Maclean.
Nel 1979 abbandonò la comunità che lui stesso aveva contribuito a fondare e se ne andò negli Stati Uniti, dove diede vita in California ad una nuova comunità della Fondazione Findhorn.
Morì in un incidente stradale vicino alla sua casa a Meersburg il 18 febbraio 1994.